# Eurytoma furva
Eurytoma furva är en stekelart som beskrevs av Bugbee 1958. Eurytoma furva ingår i släktet Eurytoma och familjen kragglanssteklar. Inga underarter finns listade i Catalogue of Life.